# Ѣ
 Dette er en artikel om det kyrilliske bogstav "Ѣ ѣ" (kendt som jat), der ikke må forveksles med et andet kyrillisk bogstav: "Ҍ ҍ", der kendes som det "halvbløde tegn".
Ѣ (udtales jat'; også skrevet som ять ; (Ѣ ѣ; kursiv: Ѣ ѣ)) var det 32. bogstav i den russiske variant af det kyrilliske alfabet frem til 1918, hvor det blev erstattet af bogstavet je, е, som har samme lydværdi. Den russiske retskrivningsreform i 1917-1918 afskrev udover bogstavet Ѣ også tegnene Ѳ og Ѵ, hvorved det russiske alfabet blev reduceret til 33 bogstaver.
Bogstavet ѣ kunne være betydningsbærende som i есть (at være) og ѣсть (at spise); og i некогда (der er ikke tid) og нѣкогда (ingen ved hvornår), men i de fleste tilfælde var forskellen uden betydning. Før reformen var skolelever derfor tvunget til at lære sig, hvilke ord, der stavedes med е, og hvilke som stavedes med ѣ. Je blev normalt skrevet med е, men i ord med to je-lyde blev den betonede lyd som oftest skrevet med ѣ.

## Ѣ i andre slaviske sprog og dialekter
Sammenlignet med andre slaviske sprog, hvor ѣ typisk blev udtalt som je, udtaltes bogstavet i slavo-bulgarske dialekter som enten ja (я / ʲa) eller je (е / ɛ). I 1945 afskaffede den pro-Sovjetiske bulgarske regering bogstavet ѣ i en ortografisk reform, der mindede om den russiske fra 1917, men bulgarske dialekter er den dag i dag delt i to grupper, der kendetegnes ved, hvordan de har udtalt ѣ.
I protoslavisk blev ordet for "brød" således skrevet хлѣбъ, hvor det nu i dialekter i den østlige del af Bulgarien skrives som хляб (udtalt som hlʲab) medens det på moderne bulgarsk, som det tales i Sofia og den vestlige del af landet, udtales som på russisk: хлеб (hlɛb). Et andet eksempel er ordet for "hvid", der på gammel bulgarsk blev skrevet som бѣли, og nu i øst skrives som бял (byal) eller бêл (bȇl; ê udtales som et åbent е) og i vest skrives som бел (bel). Den såkaldte jat sproggrænse, eller isoglos, begynder i Nikopol, passerer gennem Pleven, Lukovit, Lovech, Teteven, Pirdop, Panagyurishte, Ihtiman, Peshtera, Chepino, Razlog, Melnik, Kiklis, og når til Thessaloniki.